# Bathypallenopsis tritonis
Bathypallenopsis tritonis is een zeespin uit de familie Pallenopsidae. De soort behoort tot het geslacht Bathypallenopsis. Bathypallenopsis tritonis werd in 1883 voor het eerst wetenschappelijk beschreven door Hoek. 